# Life Goes On (canção de Oliver Tree)
"Life Goes On"  é uma canção do cantor e compositor americano Oliver Tree. Foi lançado em 28 de maio de 2021, do álbum Ugly Is Beautiful: Shorter, Thicker & Uglier, a versão deluxe de seu primeiro álbum de estúdio Ugly Is Beautiful. Tree escreveu a música com Tanner Petulla e a produziu com Getter.

## Conceito
Tree afirmou em uma entrevista que "Life Goes On" é sobre um relacionamento problemático em que uma pessoa trata mal a outra. Não deve perder tempo com pessoas tóxicas". A música é escrita em dó maior, com um andamento de 80 batidas por minuto.

## Desempenho

### Tabela semanal
| Tabela (2021)                                           | Posição de pico |
| ------------------------------------------------------- | --------------- |
| Austrália (ARIA)                                        | 34              |
| Áustria (Ö3 Austria Top 75)                             | 24              |
| Canadá (Canadian Hot 100)                               | 46              |
| Alemanha (Offizielle Deutsche Charts)                   | 54              |
| Mundo (Billboard Global 200)                            | 26              |
| Índia (IMI)                                             | 12              |
| Irlanda (IRMA)                                          | 33              |
| Lituânia (AGATA)                                        | 10              |
| Países Baixos (Single Top 100)                          | 95              |
| Nova Zelândia (Recorded Music NZ)                       | 24              |
| Noruega (VG-lista)                                      | 14              |
| Portugal (AFP)                                          | 38              |
| Rússia (Tophit Airplay)                                 | 22              |
| África do Sul (RISA)                                    | 80              |
| Suécia (Sverigetopplistan)                              | 63              |
| Suíça (Schweizer Hitparade)                             | 34              |
| Reino Unido (UK Singles Chart)                          | 33              |
| Estados Unidos (Billboard Hot 100)                      | 91              |
| Estados Unidos (Billboard Hot Rock & Alternative Songs) | 9               |
| Estados Unidos (Billboard Mainstream Top 40)            | 32              |

### Tabela de fim de ano
| Tabela (2021)                               | Posição |
| ------------------------------------------- | ------- |
| US Hot Rock & Alternative Songs (Billboard) | 56      |

## Histórico de lançamento
| Região | Data                  | Formato                    | Gravadora        | Ref.   |
| ------ | --------------------- | -------------------------- | ---------------- | ------ |
| Várias | 28 de Maio de 2021    | Download digital streaming | Atlantic Records | [ 25 ] |
| Itália | 22 de outubro de 2021 | Contemporary hit radio     | Atlantic Records | [ 26 ] |